# Дидык, Сергей Михайлович
Сергей Михайлович Дидык (укр. Сергій Михайлович Дідик; род. 1961) — советский и украинский спортсмен; Мастер спорта СССР (1980) и Мастер спорта СССР международного класса (1982) по тяжёлой атлетике, Мастер спорта Украины международного класса по пауэрлифтингу (1997).

## Биография
Родился 22 марта 1961 года в селе Балин Литинского района Винницкой области Украинской ССР.
После окончания балинской восьмилетней школы, переехал в Винницу и устроился рабочим на радиоламповый завод. Работал и одновременно учился в вечерней школе. Тяжёлой атлетикой начал заниматься в 1977 году. В 1988 году окончил Киевский институт физической культуры (ныне Национальный университет физического воспитания и спорта Украины).
Выступал в составе команд спортивных обществ «Локомотив» и Вооружённые Силы (в отставку вышел в 2002 году, дослужившись до майора). Тренировался у Анатолия Житецкого, Владимира Войцеховского и Василия Кулака. После окончания занятий спортом, с 2006 года Сергей Дидык возглавляет винницкую ДЮСШ № 5.
Его сын Игорь тоже стал спортсменом — борцом греко-римской борьбы. Жена — Татьяна Николаевна — работает старшим преподавателем на кафедре олимпийского и профессионального спорта Винницкого государственного педагогического университета.

## Спортивные достижения
- Штанга:
  - Бронзовый призёр Чемпионата мира и серебряный призёр Чемпионата Европы среди юниоров в 1981 году.
  - Победитель соревнования на Кубок СССР (1988, 1991), международных соревнования «Дружба» (1989), серебряный призёр чемпионатов СССР (1985, 1989, 1991), а также 10-й Спартакиады народов СССР (1991).
  - Чемпион Украинской ССР (1984, 1988, 1990) и бронзовый призёр 1991 года.
- Пауэрлифтинг:
- Неоднократный чемпион Украины (1997—2000) и владелец Кубка Украины (1996—1997).